# George Rochberg
George Rochberg (5. juli 1918 i Paterson , New Jersey, USA – 29. maj 2005 i Philadelphia, USA) var en amerikansk komponist.
Musikalsk materiale er for ham ikke historisk bundet, det er et middel i udtrykkets tjeneste, og han afviser, at musik må være nyskabende og original for at være sand. Hans musikalske forbillede er Ludwig van Beethoven. Han har skrevet 6 symfonier og en hel del orkesterværker og kammermusik. Han var serialist, men slog over i at komponere i tonal stil.

## Udvalgte værker
- Symfoni nr. 1 (i 5 satser) (1948-1958, Rev. 1977, 2002-2003) - for orkester
- Symfoni nr. 2 (1955-1956) - for orkester
- Symfoni nr. 3 (1966-1969) - for dobbelt kor, kammerkor, solister og orkester
- Symfoni nr. 4 (1976) - for orkester
- Symfoni nr. 5 (1984-1985) - for orkester
- Symfoni nr. 6 (1986-1987) - for orkester
- Kammersymfoni (1953) - for kammerorkester
- "Den selvsikre mand" (1982) - opera
- Klarinetkoncert (1996) - for klarinet og orkester
- Obokoncert (1983) - for obo og orkester
- "Stjernetegn (En cirkel på 12 stykker)" (1964–1965) - for orkester
- 7 Strygekvartetter (1952, 1959-1961, 1972, 1977, 1978, 1978, 1979)